# Kai Windhövel
Kai Windhövel (geb. 19. August 1971 in Beckum, Westfalen) ist ein deutscher Theaterschauspieler.

## Leben
Windhövel engagierte sich schon als Jugendlicher beim Aufbau des Theaters seiner Heimatstadt, wo er bspw. jahrelang „Beckmann“ in Draußen vor der Tür darstellte. 
Nachdem er zum Schauspieler ausgebildet worden war, folgten Festanstellungen an den Theatern Lübeck, Senftenberg, Rostock, Heilbronn und am Staatstheater Schwerin, wo er mit Herbert Fritsch, Christoph Schroth, Sewan Latchinian, André Bücker, Alejandro Quintana und Markus Heinzelmann arbeitete.
Seit der Spielzeit 2017/18 ist Windhövel festes Ensemblemitglied am Theater Augsburg.

## Rollen (Auswahl)
- 2002: norway.today, als August, Theater Lübeck
- 2005: Ein Bericht für eine Akademie, als Rotpeter, Neue Bühne Senftenberg
- 2006: Die Fledermaus, als Alfred, Neue Bühne Senftenberg
- 2013: Minna von Barnhelm, als Major von Tellheim, Staatstheater Schwerin
- 2017: Peer Gynt, als Peer Gynt, Theater Augsburg
- 2017: Martin Luther & Thomas Münzer oder Die Einführung der Buchhaltung, Theater Augsburg
- 2018: Der Untergang des Egoisten Johann Fatzer, als Fatzer, Theater Augsburg